# 2000年奧地利登山纜車大火
2000年奧地利登山纜車大火發生於2000年11月11日，奧地利卡普倫葛雷薛班2號登山纜車，該班列車在行進時突然起火，後來於卡普倫－基斯坦洪峰的隧道停止行進，整輛列車起火燃燒，混雜著毒氣的濃煙最後竄升至山頂車站，最後造成列車乘客及車站內共155人罹難的慘劇，只有12人成功逃出。其中150名罹難者在起火列車，包含1名列車長和149名乘客，而對向列車也有1名乘客和1名列車長罹難；山頂商場則有3名遊客罹難。

## 事故列車及路線
失事列車之路線為往返於卡普倫與基斯坦洪峰，啟用於1974年，軌距為946釐米，路線總長3900公尺，其中3300公尺的路段是穿越一條隧道（其終點即為山頂車站）。一趟列車有兩台車廂，車廂與車廂間還有切換裝置可供兩台車廂乘客互相流通。有對開車班，當一輛列車從山底車站上山的同時，另一輛從山頂出發的列車也會下山。每台車廂最多可容納180位乘客。
調查發現，滅火器的位置僅放置於列車前後兩端的列車長室內，且列車長室與乘客車廂完全隔開，乘客無法拿取滅火器，也無法與列車長聯繫。車廂內亦無任何煙霧警示器。在此事故之前世界上從未發生任何纜車火災，所以出廠時無任何適當之安全標準，因此列車通過了安全檢定，在1993年列車現代化時列車亦未更新安全設施。車上的電源、液壓系統、和家用暖氣系統助長了此場火災的機率。

## 事故過程
2000年11月11日早上9點，搭載161位乘客及1名列車長的纜車開始爬坡。
在列車駛進隧道內時，位於車尾端的駕駛室內電暖器因設計瑕疵開始起火，火苗也融化了煞車用的液壓系統導管，液壓油因而外洩，導致車體失壓而無預警停擺於隧道內。位於列車前端駕駛室的列車長察覺到火苗後向主控中心回報狀況，並試圖打開液壓驅動的車門，但由於系統失壓嚴重，車門無任何反應。
後來大火燒斷了整條路線的電纜，列車長與控制室從此斷訊，整條路線也因為電纜斷路而全區停電。
列車上有幾名察覺到火焰的乘客因為無法從門逃出而奮力敲擊車窗強化玻璃，最後成功並逃出。共11名乘客成功逃出車廂，他們隨後跟著曾任義消20年的另一位倖存者往下坡處通過火場及避開濃煙走出隧道口逃生。
許多仍受困於車內的乘客因吸入毒煙，大都已失去意識。最後列車長終於解開門鎖讓清醒的乘客以手動的方式打開車門，但他們走出車門後往上逃生伴隨著毒煙遠離火源，最後陳屍在隧道內。整座隧道宛如煙囪一般，從底部導入氧氣助長火勢，有毒的煙霧迅速竄至山頂洞口的車站，隧道內燃燒反應形成了良好循環，隨著火焰及濃煙往上竄升，往上步行逃生的乘客及列車長最後全數窒息死亡，遺體也慘遭烈火焚毀。
而另一輛對號列車載有列車長與一名乘客，下坡時也經過同一失火的隧道，兩位乘員也因吸入濃煙而罹難。濃煙持續延著隧道竄升，最後飄入2500公尺外的山頂車站，站內兩位後來成功逃出的工作人員瞧見到濃煙後立即警告所有員工及顧客從緊急出口逃離車站。但他們卻錯誤地讓逃生門維持打開，這個動作為整個煙囪效應提供了良好的條件，使其更加劇烈，空氣被導入山下的洞口，並迅速竄升助長了火勢。整個火災過程中，山頂車站佈滿濃煙，站內有四人未能逃出，當消防員趕到時救出了這四位人員，其中一人獲救，其餘三人窒息死亡。
而十二位災難的倖存者皆沿隧道通過火源往下步行，他們避開了竄升的毒氣和濃煙因而得以存活。
事故將近一年後，官方調查局將此事件判定為過失殺人，使用家用電暖器作為行進式交通工具用電暖器，裝設在列車長室內運轉，最後過熱並起火燃燒導致了這場災難。起火燃燒的電暖器又燒融了液壓管導致易燃的液壓油外洩，被燒融的塑膠導管又助長了火勢，液壓油的外洩導致了車體失壓，使列車於隧道內停擺且車門無法開啟。

## 傷亡者與後續情況
登山纜車在此事件後關閉，取而代之的是另一座空中架空索道，每輛載客量為24人。事故路線的車站也已關閉，隧道孔也已封閉。時至今日此條路線已不再行駛，以下為罹難者國籍及各國罹難人數：
- 奥地利 103
- 德国 37
- 日本 10
- 美国 4
- 英国 1

19歲的德國自由式滑雪運動員桑德拉·施密特（Sandra Schmitt）是罹難者之一，她當時是女子雙人滑雪技巧世界冠軍。曾七次獲得聽障奧運獎牌的約瑟夫·紹珀（Josef Schaupper）與其他聽障滑雪運動員一起遇難。
2004年2月19日，法院以罪證不足為由宣判16位被告無罪釋放。包含多位政府官員、技術人員、監工人員，法官認為沒有足夠的證據表示被告需為此事故負責。奧地利諾貝爾文学獎得主艾爾弗雷德·耶利內克在其2003年的作品在阿爾卑斯山上中也提及了此場事故。